# Дунай-Арена
Дунай-Арена — многофункциональный плавательный комплекс в Будапеште, Венгрия. Сооружение было открыто в 2017 году. Бассейн регулярно предлагает 5300 мест.

## История
Спортивный комплекс расположен прямо на берегу Дуная, строительство велось с 2015 по 2017 год. Дизайн был разработан Марселем Ференцем. В комплексе есть два 50-метровых бассейна, небольшой бассейн и 25-метровый тренировочный бассейн. Бассейны строились в целях использования их под Чемпионат мира по водным видам спорта 2021 года. Однако в феврале 2015 года мексиканский город Гвадалахара из-за финансовых проблем отказался принимать чемпионат мира по пводным видам спорта 2017 года. В результате Всемирная ассоциация FINA присудила это титульное событие столице Венгрии. При проведении чемпионата мира трибуны были увеличены до 12500 зрительских мест.
Через два года после чемпионата мира по водным видам спорта на арене прошел молодёжный чемпионат по плаванию 2019 года.

## События
- Чемпионат мира по водным видам спорта 2017
- Молодёжный чемпионат мира по плаванию 2019
- Чемпионат Европы по водному поло среди мужчин 2020
- Чемпионат Европы по водному поло среди женщин 2020
- Чемпионат Европы по водным видам спорта 2020
- Чемпионат мира по водным видам спорта 2022
- Чемпионат мира по шорт-треку 2024
- Чемпионат мира по водным видам спорта 2027[3].